# Halve Maen (schip, 1989)

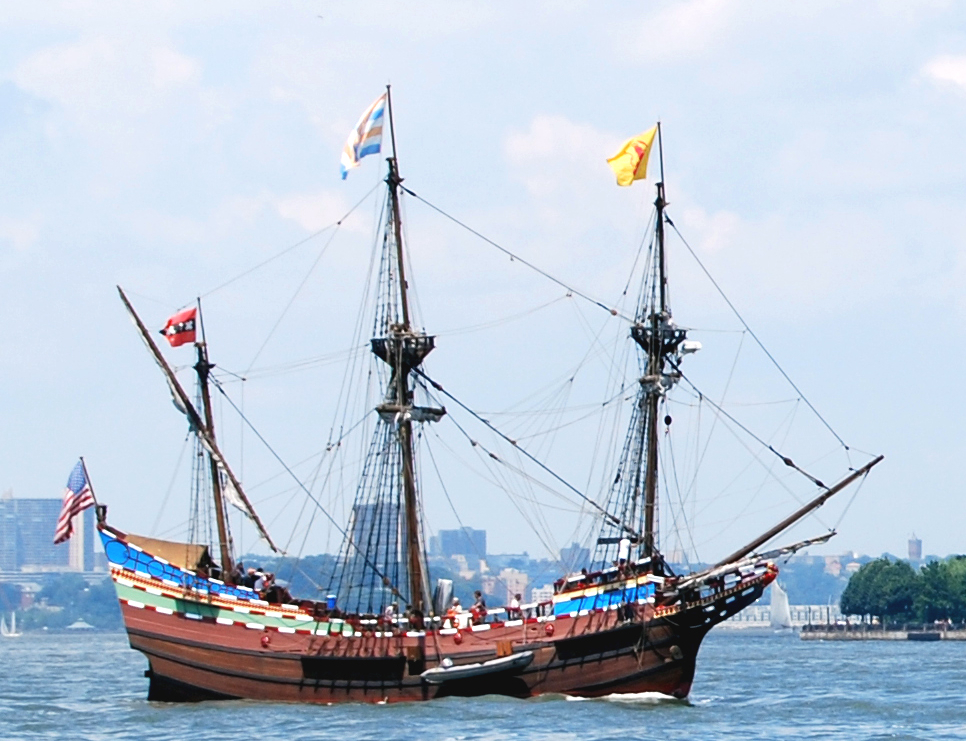
De replica van de Halve Maen, ter hoogte van Manhattan.

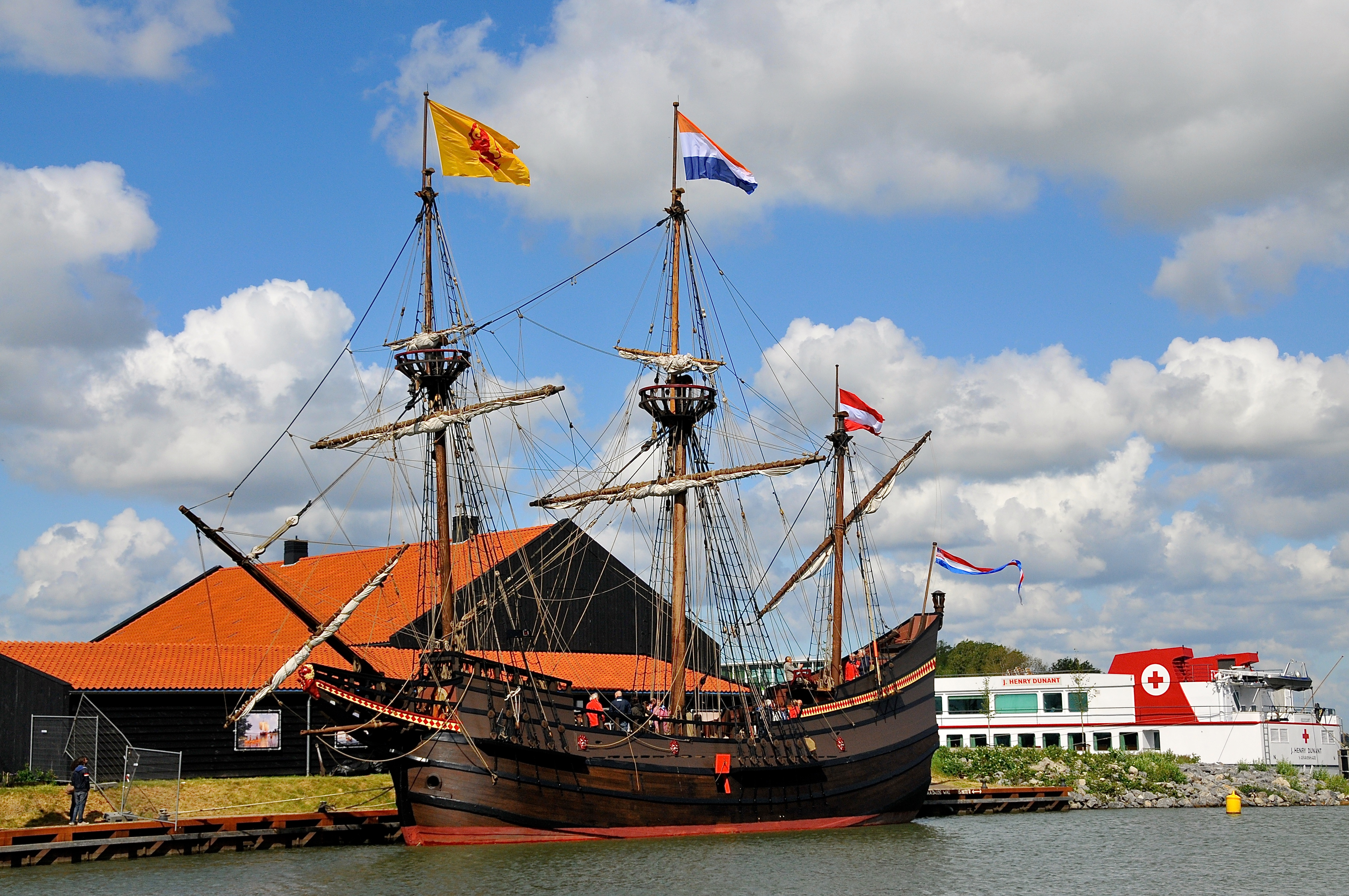
De replica van de Halve Maen, afgemeerd aan het Oostereiland te Hoorn; mei 2015.

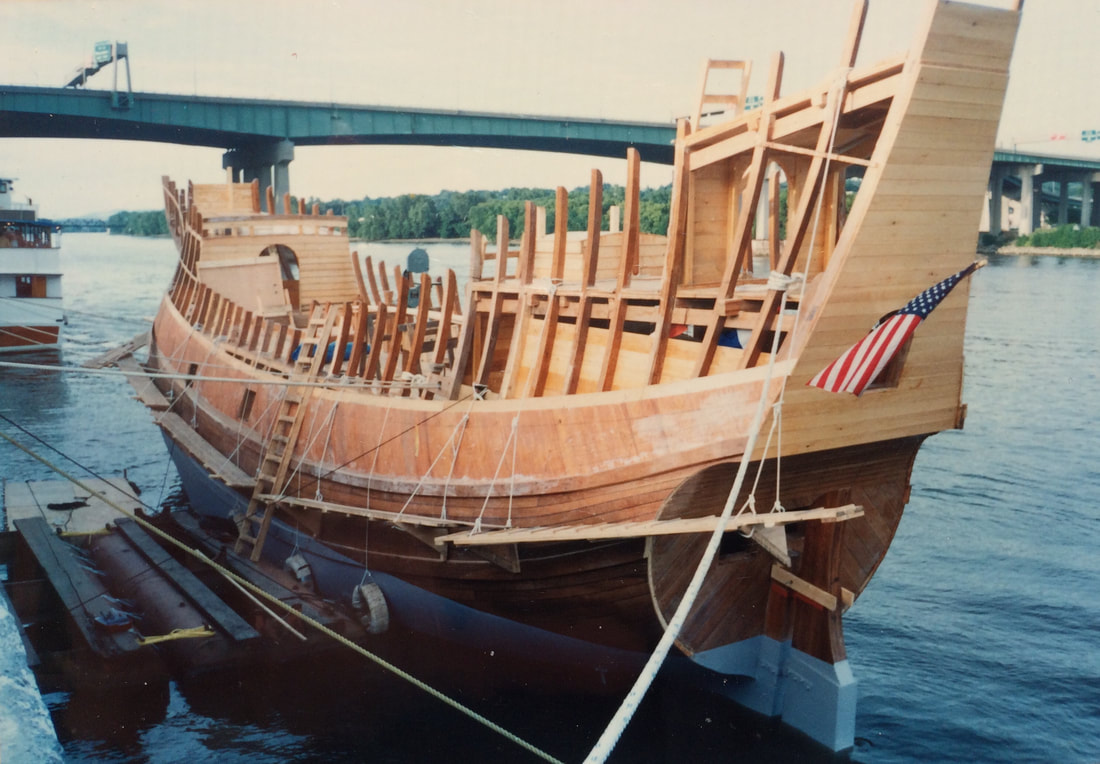
Het schip in aanbouw in de Hudson

De Halve Maen is een scheepsreplica uit 1989 van het gelijknamige schip uit 1608 waarmee de Engelse ontdekkingsreiziger Henry Hudson bij het tegenwoordige New York de later naar hem genoemde rivier opvoer.
De replica werd gebouwd in Albany op initiatief van het New Netherland Museum onder begeleiding van dr. Andrew A. Hendricks, nazaat van Nederlandse kolonisten en lid van de Holland Society of New York. Het schip voer op de Hudson met groepen scholieren aan boord. De replica is tevens gebruikt in de films Squanto: A Warrior's Tale en The New World. In 2009 stond het schip centraal bij de viering dat 400 jaar geleden Hudson aankwam in New York.
Het schip werd 8 april 2015 op het zwareladingschip BigLift Traveller geladen, dat het 21 april 2015 in de haven van IJmuiden weer te water liet. Het aan het Westfries Museum in bruikleen gegeven schip werd vervolgens in Hoorn opengesteld voor publiek op een vaste ligplaats aan het Oostereiland bij het Centrum Varend Erfgoed, waar het voor publiek toegankelijk was ter bezichtiging. De replica nam deel aan Sail Amsterdam 2015. In 2016 deed het schip De Delft in Rotterdam-Delfshaven aan. Op 29 januari 2019 besloot de Hoornse gemeenteraad de bruikleenovereenkomst van het vaartuig in 2020 met de Amerikaanse eigenaar te beëindigen.
Vanaf 28 maart 2020 heeft de Halve Maen tot 4 juni 2020 in de Haven van Volendam gelegen, waarna deze naar Rotterdam Delfshaven vertrok voor een verblijf van twee maanden. In augustus 2020 keerde het schip weer terug in Volendam en is naast bezichtiging ook te boeken voor een diner of borrel aan boord. Eind 2021 werd het schip als trouwlocatie aangewezen door de gemeente Edam-Volendam.
Sinds zondag 2 april 2023 ligt het schip aangemeerd in de binnenstad van Enkhuizen in de Oude Haven. Het schip zal naar verluidt het hele vaarseizoen 2023 in de stad aan het Marker- en IJsselmeer aangemeerd blijven.